# Mateusz Haładaj
Mateusz Haładaj (ur. 17 listopada 1985) – polski wspinacz, z wykształcenia architekt. W maju 2015 r. jako pierwszy Polak pokonał drogę wspinaczkową o trudności 9a+ (Papichulo, Oliana, Hiszpania).

## Ważniejsze wspinaczki
- Erfolg ist trenierbar reclimbed 11 (9a), Adlitzgraben, Austria, sierpień 2009; drugie przejście przez Polaka drogi o trudności 9a za granicą[4];
- Ciudad de Dios, Santa Linya, Hiszpania, marzec 2013; wówczas najtrudniejsza droga skalna pokonana przez Polaka[5];
- Papichulo, Oliana, Hiszpania, maj 2015; pierwsza droga o trudności 9a+ pokonana przez Polaka[3];
- First Ley 9a+, Margalef, Hiszpania, kwiecień 2016[6];
- Stal Mielec VI.8+ (9a/+), Jaskinia Mamutowa, wrzesień 2017; drugie przejście[7].
- Catxasa 9+, Santa Linya, Hiszpania, maj 2022[8]